# (13843) Cowenbrown
(13843) Cowenbrown est un astéroïde de la ceinture principale.

## Description
(13843) Cowenbrown est un astéroïde de la ceinture principale. Il fut découvert le 6 décembre 1999 à Socorro (Nouveau-Mexique) par le projet LINEAR. Il présente une orbite caractérisée par un demi-grand axe de 2,22 UA, une excentricité de 0,06 et une inclinaison de 1,4° par rapport à l'écliptique.

## Compléments